# Hartmann von Bubenberg
Hartmann von Bubenberg (* um 1367; † um 1421) stammte aus der Berner Patrizierfamilie von Bubenberg und war der Sohn des Johann III. von Bubenberg.

## Leben
Im Jahr 1367 studierte Hartmann von Bubenberg als Konstanzer Domherr in Montpellier, 1373 und 1379 studierte er in Bologna das kanonische Recht. 1384, 1391 und 1406 war er Offizial der Konstanzer Kurie. Von 1391 bis 1406 war er Generalvikar des clementistischen Administrators Heinrich Bayler; danach wechselte er zur römischen Obedienz des Bischofs Marquard von Randegg. Von 1394 bis 1421 war er Stiftspropst von St. Mauritius in Zofingen und von 1397/98 bis 1421 der St. Ursen in Solothurn. Hartmann verbesserte die wirtschaftliche Lage des Stifts Solothurn.